# GTF3C1
GTF3C1‏ (General transcription factor IIIC subunit 1) هوَ بروتين يُشَفر بواسطة جين GTF3C1 في الإنسان.

## التفاعل
لقد ثبت أن GTF3C1 يتفاعل مع GTF3C4.